# Bruninho (calciatore 2000)
Bruninho, pseudonimo di Bruno Roberto Pereira da Silva (Belo Horizonte, 27 aprile 2000), è un calciatore brasiliano, attaccante del Karpaty L'viv.
È figlio di Bruno, anch'egli calciatore.

## Caratteristiche tecniche
È un trequartista o ala sinistra.

## Carriera
Cresciuto nel settore giovanile dell'Atlético Mineiro, ha esordito in prima squadra il 25 gennaio 2018 in occasione del match del Campionato Mineiro perso 1-0 contro il Villa Nova.

## Palmarès

### Club

#### Competizioni statali
- Campeonato Mineiro: 1

Atlético Mineiro: 2020
- Campeonato Cearense: 1

Ceará: 2024